# Veldpost

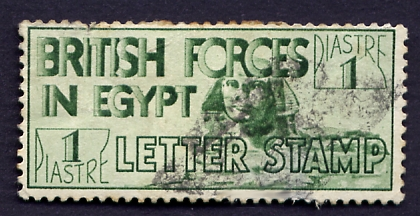
Een Britse veldpost-postzegel (British Forces in Egypt)

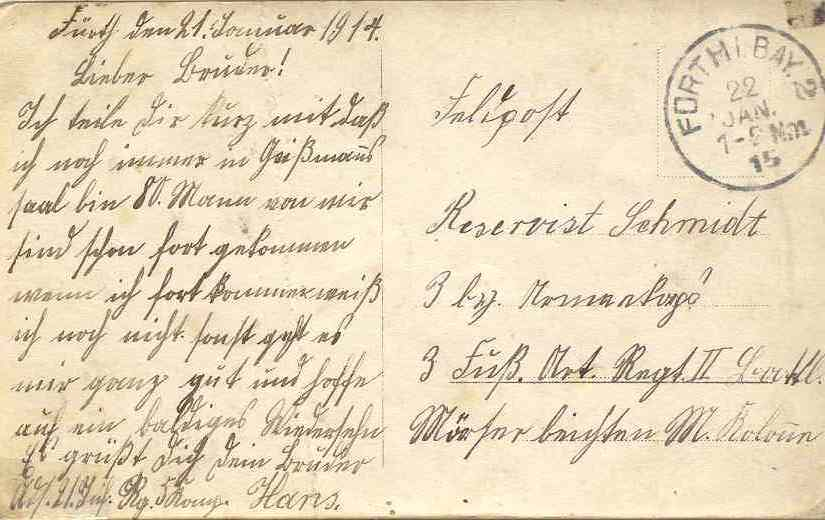
Veldpost-briefkaart uit de Eerste Wereldoorlog

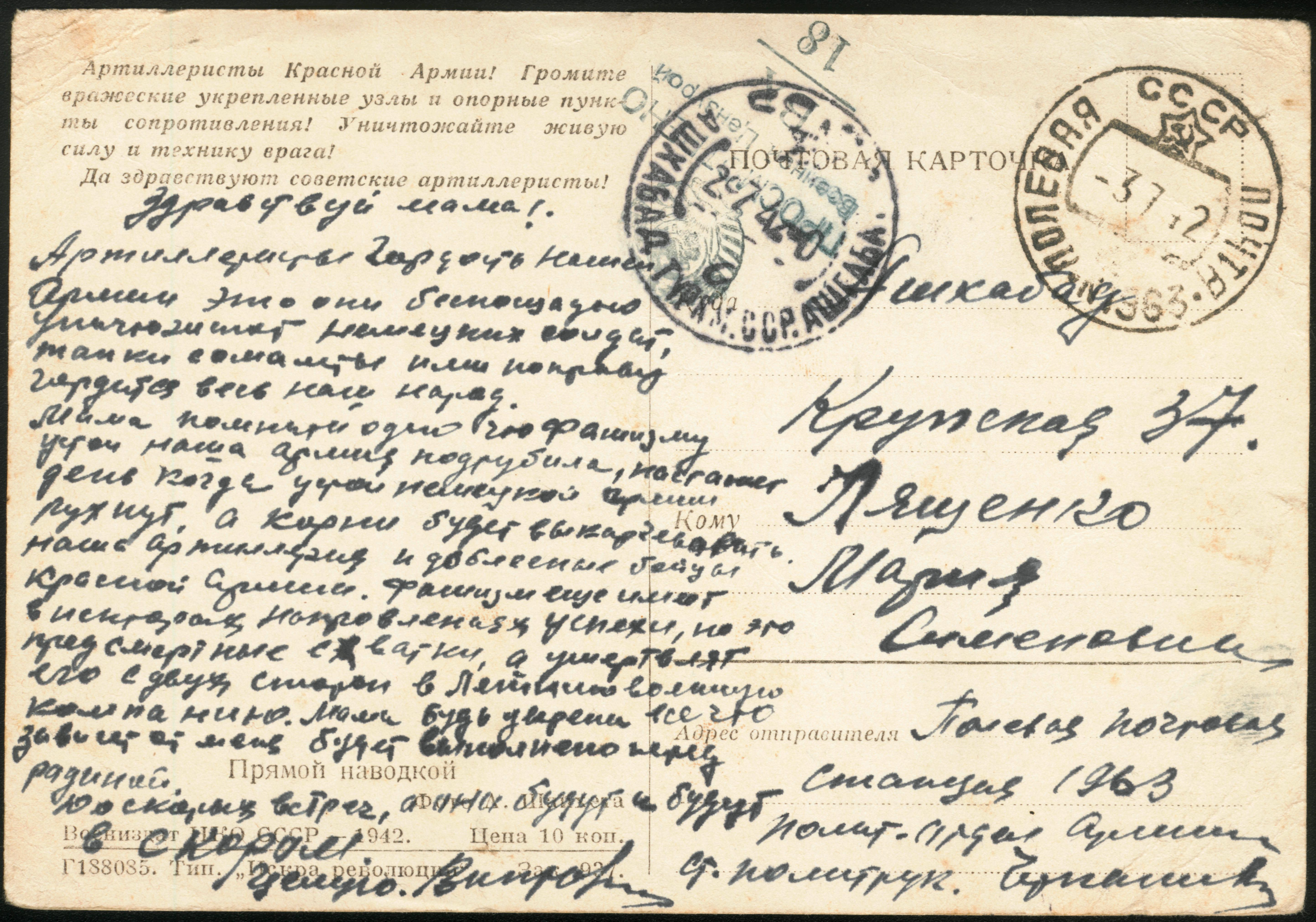
Militaire ansichtkaart uit 1942 (USSR artillerie)

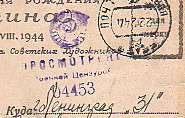
Stempel van de censor op een poststuk

Veldpost is de verzorging van militaire post naar militairen die buiten de kazerne verblijven, omdat ze met hun onderdeel zijn ingezet voor oefening, mobilisatie of een daadwerkelijke confrontatie met de vijand. 

## Filatelie
Voor de filatelist is veldpost interessant, omdat het allemaal net iets anders gaat door de eisen die vanuit de militaire praktijk worden gesteld. Bijvoorbeeld:
- de frankering (vaak geen frankering, anders speciale tarieven),
- soms speciale postzegels voor veldpost, eventueel middels een opdruk,
- afstempeling van het poststuk met speciale stempels,
- soms militaire censuur (stempel en/of sluitzegel): vaak moet geheim blijven waar de militair precies gelegerd is.